# Kosovo Polje
Pour les articles homonymes, voir Kosovo Polje (homonymie).
Fushë Kosovë en albanais et Kosovo Polje en serbe latin (en serbe cyrillique : Косово Поље ; autres noms albanais : Fushë Kosova et Fushë ë Kosovës) est une ville et une commune/municipalité du Kosovo située dans le district de Pristina. Selon le recensement kosovar de 2011, la commune compte 34 827 habitants et la ville intra muros 12 919.
Selon le découpage administratif de la Serbie, la commune/municipalité fait partie du district de Kosovo.

## Géographie
Fushë Kosovë/Kosovo Polje est située à 8 km au sud-ouest de Pristina.

## Histoire
Fushë Kosovë/Kosovo Polje est située à proximité du site de la bataille de Kosovo Polje qui s'est déroulée en 1389.

## Localités

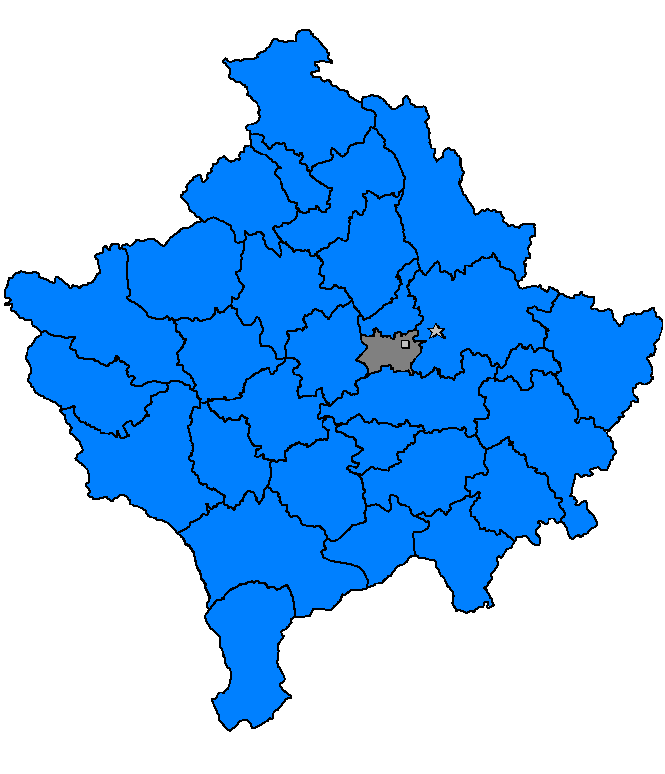
Localisation de la commune/municipalité de Fushë Kosovë/Kosovo Polje au Kosovo

Selon la Serbie, la commune/municipalité de Fushë Kosovë/Kosovo Polje compte les localités suivantes :
| - Bardh i Madh/Veliki Belaćevac - Bardh i Vogël/Mali Belaćevac - Batuse/Batushë - Bresje - Fushë Kosovë/Kosovo Polje - Graboc i Poshtëm/Donji Grabovac - Harilaç/Ariljača - Henc/Ence - Kuzmin/Kuzmin | - Lismir/Dobri Dub - Miradi e Epërme/Gornje Dobrevo - Miradi e Poshtme/Donje Dobrevo - Nakaradë/Nakarade - Pomazatin - Sllatinë e Madhe/Velika Slatina - Sllatinë e Vogël/Mala Slatina - Uglar/Ugljare - Vragoli/Vragolija |

Pour le Kosovo, certaines de ces localités font partie de la commune de Gračanica/Graçanicë qui n'est pas reconnue par la Serbie.

## Démographie

### Population dans la villeintra muros

#### Évolution historique de la population dans la ville
| 1948 | 1953  | 1961  | 1971  | 1981   | 1991   | 2011   |
| ---- | ----- | ----- | ----- | ------ | ------ | ------ |
| 847  | 1 122 | 2 423 | 6 992 | 12 917 | 16 154 | 12 919 |

|  |

#### Répartition de la population par nationalités dans la ville (2011)
En 2011, les Albanais représentaient 95,17 % de la population.

### Commune/Municipalité

#### Évolution historique de la population
| 1948  | 1953  | 1961   | 1971   | 1981   | 1991   | 2011   |
| ----- | ----- | ------ | ------ | ------ | ------ | ------ |
| 7 073 | 8 137 | 11 119 | 19 678 | 28 367 | 33 921 | 34 827 |

|  |

#### Répartition de la population par nationalités (2011)
En 2011, les Albanais représentaient 86,93 % de la population, les Ashkalis 9,27 % et les Roms 1,25 %. Le village de Kuzmin/Kuzmin était habité par une majorité de Serbes et celui de Bresje par une majorité relative d'Ashkalis.

## Politique

### 2007
Lors des élections locales de 2007, les sièges de l'assemblée municipale de Fushë Kosovë/Kosovo Polje se répartissaient de la manière suivante :
| Parti                                       | Sièges |
| ------------------------------------------- | ------ |
| Ligue démocratique du Kosovo (LDK)          | 7      |
| Parti démocratique du Kosovo (PDK)          | 6      |
| Alliance pour un nouveau Kosovo (AKR)       | 4      |
| Alliance pour le futur du Kosovo (AAK)      | 1      |
| Ligue démocratique de Dardanie (LDD)        | 1      |
| Parti démocratique ashkali du Kosovo (PDAK) | 1      |
| Parti réformiste (ORA)                      | 1      |

Burim Berisha, membre du LDK, a été élu maire de Fushë Kosovë/Kosovo Polje.

### 2009
Lors des élections locales de 2009, les 27 sièges de l'assemblée municipale de Fushë Kosovë/Kosovo Polje se répartissaient de la manière suivante :
| Parti                                      | Sièges |
| ------------------------------------------ | ------ |
| Ligue démocratique du Kosovo (LDK)         | 12     |
| Parti démocratique du Kosovo (PDK)         | 6      |
| Alliance pour le futur du Kosovo (AAK)     | 2      |
| Alliance pour un nouveau Kosovo (AKR)      | 2      |
| Union démocratique des Ashkalis (BDA/PDAK) | 1      |
| Parti démocratique monténégrin (CDS)       | 1      |
| Ligue démocratique de Dardanie (LDD)       | 1      |
| Initiative démocratique du Kosovo (IRDK)   | 1      |
| Parti social-démocrate (PSD)               | 1      |

Burim Berisha, membre du LDK, a été réélu maire de commune/municipalité.

## Tourisme
Parmi les sites et les monuments culturels de la commune/municipalité, on peut citer :
- le site archéologique de Latkavica à Miradi e Epërme/Gornje Dobrevo (Âge du bronze)[4]
- le site préhistorique de Lumbardh i Madh[5]
- le site archélogique de Gradina à Belaćevac (Ve siècle av. J.-C.)[6]
- le site archéologique de Gradina à Harilaç/Ariljača (Antiquité-XIe siècle)[7]